# Phorocera crassipalpis
Phorocera crassipalpis är en tvåvingeart som först beskrevs av Villeneuve 1938.  Phorocera crassipalpis ingår i släktet Phorocera och familjen parasitflugor.
Artens utbredningsområde är Kongo. Inga underarter finns listade i Catalogue of Life.